# Louis Delrieu

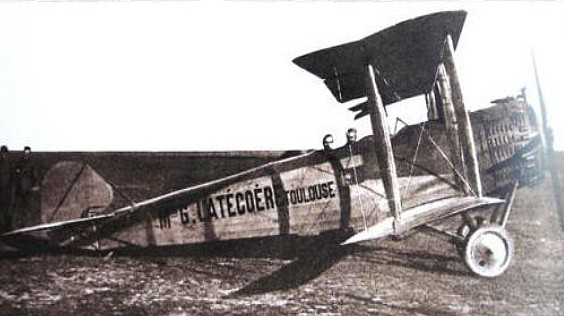
Avión postal de Latécoère en la época de Louis Delrieu

Louis Delrieu o Louis Exupère Origène Delrieu (Lavardac, 14 de marzo de 1889 - Audenge, 5 de febrero de 1976) fue un piloto de aviación militar francés durante la Primera Guerra Mundial y pionero aeropostal al finalizar el conflicto bélico, nombrado Oficial y Caballero de la Legión de Honor.
De profesión profesor en Pouillon fue reclutado durante la Primera Guerra Mundial y enviado al norte de África, de 1913 a 1914. Designado como Observador aeronáutico militar y de vuelta a Francia, consiguió el título de piloto militar de aviones en la Ecole d'aviation militaire de Avord en 1915 y el de la Federación Aeronáutica Internacional el mismo año. De nuevo en el frente, fue enviado al ejército francés oriental donde, primero como teniente de escuadrilla y después como comandante, fue distinguido por sus tareas de reconocimiento, protección y valentía durante las misiones; en particular, por el mérito conseguido en el Reino de Serbia. Se le otorgaron dos Croix de Guerre, la Orden del águila Blanca de Serbia y se lo nombró Caballero de la Legión de Honor.
«Jeune pilote débutant à l'escadrille N-87, à Salonique, il y avait déjà quelque temps que je m'étais proposé comme volontaire pour déposer un agent spécial derrière les lignes bulgares [...]
 L'homme se redressa, claqua les talons et ajouta quelques mots, visiblement très durs. 
"Que dit-il ? Il dit que lui, il n'attend ni galons ni décoration; c'est pour la Grande Serbie". 
Que répondre à de tels propos? Je lui tendis la main, et jamais je n'ai connu une pareille poignée de mains, de celles qui vous font non seulement amis, mais encore des complices, qui pourront compter l'un sur l'autre, quoi qu'il advienne.»
Louis Delrieu.
Ya finalizada la guerra, Delrieu fue contratado en 1919 por la compañía aérea Lignes Aériennes Latécoère, empresa pionera en mundo del correo postal y que recién acababa de inaugurar el trayecto de Toulouse a Casablanca haciendo escala en Barcelona-El Prat de Llobregat, Alicante-Sant Vicent del Raspeig y Málaga, de la cual se convirtió en piloto regular.
Fue uno de los mejores pilotos de la compañía; así, en 1921 fue enviado a África a hacer un reconocimiento ante la posibilidad de expandirse hacia el Senegal y en 1923 participó en los primeros vuelos postales entre Casablanca y Dakar. En 1924, fue el primer piloto que hizo un reconocimiento aeronáutico de las Islas Canarias en el marco de gestiones para valorar el enlace con las islas en la ruta con Dakar. Voló de Fuerteventura a Gran Canaria y, en un vuelo de ensayo entre Las Palmas de Gran Canaria y Santa Cruz de Tenerife, efectuó el primer envío aéreo de una carta entre las islas.
Abandonó el trabajo en la compañía Latécoère en 1925. Pasó un tiempo de nuevo en el servicio militar aéreo, donde ejerció de comandante en Ajaccio y en Nantes, posteriormente fue director del centro aéreo de Clermont-Aulnat. Fue nombrado Oficial de la Legión de Honor y abandonó la carrera militar. Murió en la Gironda, y a su funeral asistieron otros pioneros del correo postal y antiguos compañeros como Gaston Vedel.